# Charter Communications
Charter Communications, Inc., è una società americana di telecomunicazioni e mass media che offre servizi con la denominazione Charter Spectrum. Con oltre 26 milioni di clienti in 41 stati, è il secondo operatore via cavo negli Stati Uniti per abbonati, appena dietro a Comcast, e il terzo operatore di pay TV dietro Comcast e AT&T. Charter è il quinto operatore telefonico per numero di linee residenziali.

## Storia
La Charter Communications è stata consolidata nel 1993 da Barry Babcock, Jerald Kent e Howard Wood, che erano stati ex dirigenti della Cencom Cable Television a St. Louis, Missouri. Nel 1995 Charter ha pagato circa 300 milioni di dollari per una partecipazione di controllo di Crown Media Holdings e ha acquisito Cable South. Nel 1997 Charter e EarthLink hanno collaborato per fornire accesso a Internet ad alta velocità tramite modem via cavo ai clienti di Charter a Los Angeles e Riverside, California.
Nel 1998 Paul Allen ha acquistato una partecipazione di controllo. La società ha pagato $ 2,8 miliardi per acquisire la società via cavo, con sede a Dallas, Marcus Cable. Charter Communications aveva 1 milione di clienti nel 1998. Nel novembre 1999 la società venne quotata alla borsa NASDAQ. All'epoca contava 3,9 milioni di clienti. Nel dicembre 1999 l’azienda ha firmato una lettera di intenti con AT&T Corporation per scambiare 1,3 milioni di abbonati via cavo a St. Louis, così come in Alabama, Georgia e Missouri.
Nel 2000 Charter Communications ha acquistato alcuni mercati via cavo AT&T, tra cui Reno, Nevada, e la città di St. Louis. Nel 2001 MSN e Charter hanno firmato un accordo per offrire contenuti e servizi MSN ai clienti a banda larga di Charter. Nello stesso anno, Charter ha ricevuto premi, tra cui l'Outstanding Corporate Growth Award dall'Association for Corporate Growth, il R.E. Premio "Ted" Turner innovatore dell'anno dalla Southern Cable Telecommunications Association, e il Fast 50 Award for Growth dalla Camera regionale di St. Louis e dalla Growth Association.
Nel 2008 il titolo Charter non è riuscito a soddisfare gli standard NASDAQ ed è stato avvertito di conformarsi entro il 13 ottobre o di richiedere un'estensione. Nel febbraio 2009 Charter Communications ha annunciato che prevedeva di presentare istanza per il capitolo 11 del codice fallimentare (bancarotta) degli Stati Uniti entro il 1 aprile 2009. L'azione avrebbe consentito a Charter di pagare i propri debiti e annullare i propri obblighi nei confronti degli azionisti.
Nel 2011 il co-fondatore di Microsoft Paul Allen si è dimesso da presidente e dal seggio del consiglio di amministrazione, ma all'epoca è rimasto il più grande azionista unico. Sempre in quell'anno, Charter ha firmato un accordo pluriennale con TiVo per fornire contenuti tramite la sua piattaforma. Thomas M. Rutledge è stato nominato direttore, presidente e amministratore delegato dal 13 febbraio 2012.
Nel giugno 2018 la Commissione per il servizio pubblico di New York ha multato Charter per 2 milioni di dollari per non aver rispettato gli obblighi concordati come condizioni per l'acquisizione di Time Warner Cable. Nell'aprile 2019 Charter ha accettato nuove condizioni, in base alle quali deve completare la sua espansione di 145.000 nuovi locali entro il 30 settembre 2021 (accreditato per 64.827 locali fino a dicembre 2018), che devono essere tutti al di fuori di New York City, e sono soggetti a requisiti cardine.

## Copertura
L’ufficio Charter Communications a Gillette, Wyoming offre servizi a circa 27 milioni di persone in 41 stati con una copertura significativa in 48 stati.
Nel novembre 2013 la società ha annunciato il rebranding dei suoi servizi residenziali in Charter Spectrum, che comprendeva l'aggiornamento a una rete completamente digitale per i suoi servizi video, voce e a banda larga. L'azienda faceva molto affidamento su una rete basata prevalentemente su cavo coassiale. Il più recente sistema di erogazione del servizio in fibra ottica offre velocità di larghezza di banda più elevate rispetto a quelle disponibili con la sua infrastruttura di cavi coassiali.